# Sant Joan Baptista (Ascó)
Sant Joan Baptista és una església parroquial al centre de la vila d'Ascó (Ribera d'Ebre) catalogada a l'Inventari del Patrimoni Arquitectònic de Catalunya.

## Arquitectura
Església de planta rectangular i absis poligonal, que es troba construïda entre edificis, quedant lliure la façana principal. Consta d'una nau central coberta amb volta de canó, que és dividida per arcs torals que descansen sobre una cornisa i pilastres. Els laterals consten de capelles amb volta de creueria que s'obren a la nau amb arcs de mig punt. L'absis és romànic-gòtic octogonal (tallat per la clau de volta), amb volta de creueria. La sagristia fa de contrafort amb voltes de canó de pedra. Als peus del temple hi ha el cor, sostingut per un gran arc rebaixat, sota el qual hi ha un portal envoltat per un frontó dibuixat. La il·luminació de la nau es fa amb finestres quadrades situades entre els nervis de l'absis, entre els arcs torals i amb la rosassa. Els sostres estan ricament decorats amb pintura al fresc.
S'accedeix a l'església per una escalinata, al final de la qual hi ha la portalada profusament decorada. És d'arc de mig punt, custodiada per pilastres que sostenen una cornisa. Entre les pilastres hi ha dues petites fornícules amb imatges. Sobre la cornisa hi ha un segon nivell, amb una fornícula apetxinada de majors dimensions, amb el sant, i l'escut al coronament. En aquest hi ha representada una fortificació dins una orla ovalada, envoltada de motllures sinuoses. Al costat de la porta hi ha una imatge de mida natural de Sant Pere Màrtir Sans, fill d'Ascó. Des de la part superior del portal arrenquen els contraforts, als extrems dels quals s'hi conserven algunes gàrgoles. De l'extrem del temple sobresurt el campanar d'espadanya, de dos nivells i tres ulls. Els murs són fets de carreus escairats, i la coberta és de teula àrab, excepte la part de l'absis, on és de lloses planes.

## Història
L'any 1148, Ramon Berenguer IV en dotar la Catedral de Tortosa es va reservar l'Església d'Ascó per construït i mantenir la seva capella comtal a la Seu tortosina. A la seva mort, l'església d'Ascó passà a la Catedral de Tortosa, l'any 1163. L'any 1607 encara conservava la seva estructura primitiva octogonal. El 1703 s'amplià des de la clau de volta del presbiteri, en repoblar-se la vila de cristians, després de l'expulsió dels moriscos l'any 1610. El 1668, per una cadira del presbiteri d'Ascó -on volia seure el Comanador de l'Orde de l'Hospital, senyor d'Ascó i comarca, i que no permeteren ni el Rector ni el Bisbe- calgué la intervenció de 152 doctors de la Llei de Barcelona, València i Tortosa. El 1901, per tal d'incloure el lloc de naixença del Beat Pere Sans dins el cor de l'església d'Ascó, es va comprar la casa del costat i s'amplià l'edifici amb el cor.